# UPC Svizzera
UPC è stato un provider svizzero nella fornitura di servizi Internet ultra veloci, telefonia e TV via cavo. Nata nel 1994 dalla fusione di più società, oggi UPC è un'affiliata di Liberty Global.

## Prodotti

### Digital TV e radio
UPC diffonde canali radio-televisivi. Nel mese di novembre 2012, UPC elimina la codifica relativa all'offerta di base TV che comprende 55 canali TV e 100 stazioni radio digitali. Contemporaneamente viene lanciata un'offerta Internet con velocità di download di 2 Mbit/s. Nonostante la digitalizzazione, UPC diffonde tramite collegamento analogico, a seconda della regione, almeno 36 canali TV e 34 stazioni radio. Nell'ordinanza sulla radiotelevisione in vigore, il Consiglio federale ha compilato un elenco di programmi esteri che devono obbligatoriamente essere offerti nella modalità analogica. Il cosiddetto elenco con i canali must-carry contiene una serie di canali scelti dal Consiglio federale che devono essere trasmessi in modalità analogica da UPC e da altri operatori sul territorio nazionale. Tra questi troviamo i sette programmi della SRG, i primi canali televisivi delle emittenti pubbliche dei Paesi confinanti come ARD, ORF1, Rai Uno e France 2 nonché Arte, 3sat, TV5 Monde ed Euronews nella lingua delle relative regione di diffusione. Dopo l'eliminazione della codifica di base è possibile scegliere l'apparecchio finale (TV, receiver, recorder, DigiCard).

### Internet
UPC offre l'accesso a Internet a banda larga attraverso una rete via cavo. In questo ambito l'azienda annovera oggi oltre 759 900 clienti (al 31 dicembre 2015). La rete via cavo è già oggi per il 95% realizzata in fibra ottica e per il 5% in cavo coassiale, ossia il cosiddetto Hybrid Fiber Coax (HFC). Il servizio Internet è basato sullo standard di trasmissione dati DOCSIS 3.0. Da novembre 2012 il collegamento alla rete via cavo di UPC offre anche un accesso alla rete Internet con 2 Mbit/s.

### Telefonia

#### Rete fissa
Dal luglio 2003 UPC propone anche offerte nell'ambito della Telefonia. Al 31 dicembre 2015, 505 000 clienti fruiscono del servizio di telefonia via cavo.

#### Offerta di telefonia mobile
Dalla fine del 2010 UPC non offre più servizi nell'ambito della telefonia mobile. Nel mese di giugno 2011 UPC sigla un contratto MVNO (mobile virtual network operator) con Orange (dal 2015 denominata Salt) che prevede di offrire in futuro anche servizi di telefonia mobile. Il lancio come operatore mobile virtuale (MVNO) avviene nell'aprile 2014 su rete Salt. Ad inizio 2018 la società comunica di aver raggiunto le 100.000 unità.

## Clienti aziendali
Attualmente questo settore annovera 16'200 clienti (al 31 dicembre 2015).

## Storia
I primi operatori di reti via cavo nascono negli anni trenta e diffondono il segnale radio via cavo. Fondata nel 1931, Rediffusion S.A., è uno degli operatore di reti via cavo attivo nella diffusione di emittenti radiofoniche e poi anche televisive. A partire dalla fine degli anni cinquanta, Rediffusion S.A. trasmette dall'Uetliberg i primi programmi televisivi in bianco e nero. Nel 1994, dalla fusione tra Redifussion S.A. e altre società di reti via cavo indipendenti, nasce Cablecom che appartiene alle tre aziende Siemens, VEBA e Swisscom.
Nel 1998 Cablecom integra nella sua offerta SwissOnline il provider di servizi Internet. Negli anni a venire l'operatore di reti via cavo acquista diverse aziende di reti via cavo (es. Balcab e Sitel). Il rilevamento di queste società permette a Cablecom di espandere la sua rete sul territorio svizzero. Nel 2000 i proprietari di Cablecom cedono l'azienda alla società anglo-americana NTL al prezzo di CHF 5,8 miliardi. Negli anni successivi le attività operative migliorano in modo duraturo. Nel 2003, NTL segnala difficoltà finanziarie e vende Cablecom a un gruppo di banche e di investitori privati.
I nuovi proprietari di Cablecom prevedono di quotare l'azienda in borsa per la metà di ottobre 2005. Dopo che Liberty Global Europe, un'affiliata al 100% di Liberty Global, il 30 settembre 2005 rileva cablecom per 2,8 miliardi viene annulla la quotazione in borsa.
Negli anni a venire Cablecom investe nel potenziamento della propria rete e nel 2007 l'azienda lancia la televisione in alta risoluzione (HDTV). Nei due anni successivi Cablecom lancia le prime offerte combinate (pacchetto con Internet, Telefonia e Televisione).Nel 2010 Cablecom porta sul mercato la DigiCard che offre al cliente la possibilità di guardare la tv digitale senza dispositivo aggiuntivo. Dall'inizio del 2011 cablecom offre anche il servizio di Video on Demand con contenuti in 3D.
Nell'aprile 2011 Cablecom diventa UPC Cablecom. Con il nuovo marchio l'azienda desidera posizionarsi sul mercato come affiliata di Liberty Global conservando le sue tracce nella storia della telecomunicazione svizzera. Con il rebranding viene sostituito anche il logo della chiave rossa.
All'inizio del 2013 UPC Cablecom lancia sul mercato svizzero la piattaforma TV Horizon. La piattaforma d'intrattenimento offre tra l'altro la possibilità di registrare contemporaneamente fino a quattro trasmissioni e riunisce in un solo apparecchio TV, Internet e telefonia fissa.
Dal 2020 UPC fa parte del gruppo UPC Sunrise GMBH a seguito della fusione fra le due società. L'integrazione finisce il 23 maggio 2022 e da quel momento il marchio Sunrise sostituisce il marchio transitorio Sunrise-UPC dando vita anche alle offerte Sunrise Up.